# IQOS
IQOS (/ˈaɪkoʊs/) е система за нагряване на тютюн, разработена и представена от компанията Philip Morris International. Продуктът е пуснат за първи път в Япония през 2014 г., към 2021 г. IQOS е представена в минимум 55 страни. През първите девет месеца на 2021 г. производителят на IQOS отчита доставки на 69,6 милиарда единици бездимни продукти.
Макар че името често е описвано от ранните потребители като съкращение на I Quit Ordinary Smoking (отказвам се от обикновеното пушене), компанията Philip Morris никога не е използвала това за описание или предлагане на пазара на IQOS и многократно е отхвърляла това тълкуване.
Световната здравна организация заявява, че понастоящем няма доказателства, които да показват, че нагреваемите тютюневи изделия като Iqos са по-малко вредни от другите тютюневи изделия. Експертите подчертават, че намаляването на излагането на вредни химикали в системите за нагряване на тютюн не ги прави безвредни и не намалява риска за човешкото здраве. FDA също не признава IQOS за по-безопасна от традиционните цигари.
Технологията на устройството позволява нагряване на тютюна до 350 °C. Подобна температура е достатъчна за отделяне на никотина и пиролиза на тютюна. Тъй като няма горене, има вероятност концентрацията на вредни компоненти в аерозола на IQOS да е по-ниска, отколкото в цигарения дим. Производителят твърди, че IQOS бил по-малко вреден от традиционните цигари. Но даже собствените данни на Philip Morris International не потвърждават по-ниски рискове за здравето в сравнение с конвенционалните цигари. Независими данни през годините показват отрицателен ефект върху окислителния (оксидативен) стрес, холестерина и триглицеридите, артериалното налягане и функциите на белите дробове. Смята се, че IQOS е токсичен за черния дроб и е свързан с нарушено секретиране на жлъчка, усилва възпалението и инфекцията на горните дихателни пътища, увеличава риска от респираторни заболявания. Експертите обаче отбелязват избирателността на съществуващите данни и необходимостта от допълнителни изследвания.
За популяризиране на IQOS се използват две основни стратегии: позициониране на устройствата като предполагаемо по-малко вредни от цигарите и създаване на асоциации с престижен статус сред потребителите му. Рекламирането на продукта може да подведе аудиторията и да допринесе за разпространението на тютюнева епидемия. Тези, които преди това не са пушили, развиват никотинова зависимост. Пушачите често развиват двоен навик за консумация (както на цигари, така и на IQOS), което изостря отрицателното въздействие върху тяхното здраве.

## Цитирана литература
- Zatonski, Mateusz, Peeters Silvy, Gilmore Anna et al. Addiction at any cost: Philip Morris International Uncovered.   Stopping Tobacco Organizations and Products project, 2020. с. 66.

- Znyk, M, Kaleta J., Kaleta D. Exposure to Heated Tobacco Products and Adverse Health Effects, a Systematic Review.   2021. с. 1—18.